# 第16届奥斯卡金像奖
第16届奥斯卡金像奖（英語：16th Academy Awards）于1944年举办，是奥斯卡金像奖首次在大型场馆格劳曼中国戏院举行，CBS Radio透过短波广播全程实况转播。
《湯姆貓與傑利鼠》系列作《疯狂的美国老鼠》首次拿下最佳卡通短片，該系列往後還會拿下六座奧斯卡。《戰地鐘聲》則是第三部在四大演技獎都有入圍的電影，此外本屆也是第一次四大演技獎項都至少有一部彩色電影入圍。
這一屆也是在第82届（2009年）之前，最後一次有10部電影入圍最佳影片；另外，《龙城风云》則是最後一部奧斯卡史上僅入圍最佳影片單一項目的電影。

## 获奖名单
获奖者以置顶表示。
| 最佳影片(Outstanding motion picture) - 《北非谍影》 - 《戰地鐘聲》 - 《天堂可待》 - 《小镇的天空》 - 《效忠祖国》 - 《居里夫人》 - 《房东小姐》 - 《龙城风云》 - 《聖女之歌》 - 《守卫莱茵河》 | 最佳导演(Directing) - 麥可·寇蒂斯 – 《北非谍影》 - 乔治·史蒂文斯 – 《房东小姐》 - 恩斯特·劉別謙 – 《天堂可待》 - 亨利·金 – 《聖女之歌》 - 克拉伦斯·布朗 – 《小镇的天空》 |
| 最佳男主角(Actor) - 保羅·盧卡斯 – 《守卫莱茵河》 - 亨弗莱·鲍嘉 – 《北非谍影》 - 賈利·古柏 – 《戰地鐘聲》 - 沃尔特·皮金 – 《居里夫人》 - 米基·鲁尼 – 《小镇的天空》 | 最佳女主角(Actress) - 珍妮花·鍾絲 – 《聖女之歌》 - 珍·亞瑟 – 《房东小姐》 - 英格丽·褒曼 – 《戰地鐘聲》 - 瓊·芳登 – 《永恒的少女》 - 葛麗·嘉遜 – 《居里夫人》 |
| 最佳男配角(Actor in a supporting role) - 查尔斯·科本 – 《房东小姐》 - 查尔斯·比克福德 – 《聖女之歌》 - 卡罗·耐什 – 《撒哈拉》 - 克勞德·雷恩斯 – 《北非谍影》 - 阿基姆·坦米罗夫 – 《戰地鐘聲》 | 最佳女配角奖(Actress in a supporting role) - 卡汀娜·帕辛歐 – 《戰地鐘聲》 - 格拉黛丝·库珀 – 《聖女之歌》 - 宝莲·高黛 – 《骄傲欢呼》 - 安妮·里維爾 – 《聖女之歌》 - 露塞尔·沃特森 – 《保卫莱茵河》 |
| 最佳原創故事 Writing (Original motion picture story) - 《小镇的天空》 – 威廉·萨洛扬 - 《辣手摧花》 – Gordon McDonell - 《房东小姐》 – 罗伯特·W·罗素和弗兰克·罗素 - 《直搗東京》 – 史蒂夫·费雪 - 《73舰队潜艇战》 – 盖伊·吉尔帕特里克 | 最佳原创剧本 Writing (Original screenplay) - 《玉女思凡》 – 诺曼·克拉斯纳 - 《效忠祖国》 – 诺埃尔·科沃德 - 《反攻洛血战》 – 麗蓮·海爾曼 - 《空军》 – 达德利·尼科尔斯 - 《骄傲欢呼》 – 艾伦·斯科特 |
| 最佳改編劇本 Writing (Screenplay) - 《北非谍影》 – 朱留斯·J·艾普斯坦、菲利普·G·艾普斯坦 和 霍华德·科赫 - 《保卫莱茵河》 – 達許·漢密特 - 《神圣婚姻》 – 耐利·约翰逊 - 《房东小姐》 – 理查德·弗卢努瓦、路易斯·R·弗雷斯特、弗兰克·罗斯 和 罗伯特·W·罗素 - 《聖女之歌》 – 佐治·薛頓 | 最佳纪录片 Documentary(Feature) - 《沙漠胜利》 - 《战火洗礼》 - 《我们为何而战之苏联为国战》 - 《阿留申群岛战役报告》 - 《部门报告》 |
| 最佳紀錄短片 Documentary(Short Subject) - 《12月7日》 - 《来自火星的孩子》 - 《破坏性计划》 - 《瑞典人在美国》 - 《致战争中的美国人》 - 《明天起飞》 - 《危机中的年轻人》 | 最佳卡通短片 Short subject (Cartoon) - 《疯狂的美国老鼠》 - 《萌萌杂技演员》 - 《巴塞雷缪·库宾斯的五百顶帽子》 - 《诱饵》 - 《想象》 - 《理性和感性》 |
| 最佳單軸短片 Short subject (One-reel) - 《水陆战将》 - 《乱世舞曲》 - 《冠军在此》 - 《武装起来的好莱坞》 - 《手视》 | 最佳雙軸短片 Short subject (Two-reel) - 《仙乐飘飘》 - 《致信英雄》 - 《狂欢节》 - 《女战士》 |
| 最佳劇情或喜劇片配樂 Music(Music score of a dramatic or comedy picture) - 《聖女之歌》 – 艾佛瑞·纽曼 - 《魔爪余生》 – 康斯坦丁·巴卡莱尼科夫 和 罗伊·韦布 - 《钻石与罪犯》 – 菲尔·鲍特尔赫 - 《堪萨斯人》 – 杰拉德·卡本纳拉 - 《反攻洛血战》 – 阿隆·科普兰 - 《刽子手之死》 – 汉斯·艾斯勒 - 《拂晓突击战》 – 路易斯·格鲁伯格 和 莫里斯·斯托罗夫 - 《新闻战争》 – 利·哈林 - 《滑稽夫人》 – 亚瑟·兰奇 - 《空中致胜》 – 爱德华·H·普拉姆、保罗·史密斯 和 奥利弗·华莱士 - 《了不起的霍利迪夫人》 – 汉斯·J·索特 和 弗兰克·斯金纳 - 《大地雙雄》 – 沃尔特·沙尔夫 - 《北非谍影》 – 馬克斯·史坦納 - 《居里夫人》 – 赫伯特·斯托哈特 - 《月亮和六便士》 – 迪米特里·迪奥姆金 - 《戰地鐘聲》 – 维克托·扬 | 最佳歌舞片配樂 Music (Scoring of a musical picture) - 《从军乐》 – 雷·海因多夫 - 《星钉旗万岁》 – 罗伯特·埃米特·多兰 - 《天空的极限》 – 利·哈林 - 《康尼岛》 – 艾佛瑞·纽曼 - 《致候吾友》 – 爱德华·H·普拉姆、保罗·史密斯 和 奥利弗·华莱士 - 《銀壇鶯燕》 – 弗雷德里克·E·里奇 - 《1943年流行音乐排行榜》 – 沃尔特·沙尔夫 - 《倾情百老汇》 – 莫里斯·斯托罗夫 - 《千万喝彩》 – 赫伯特·斯托哈特 - 《歌劇魅影》 – 爱德华·瓦特                                                                 |
| 最佳歌曲 Music (Song) - 《You'll Never Know》 — 《你好啊，旧金山！》 – 曲：哈利·華倫; 词：迈克·戈登 - 《That Old Black Magic》 — 《星钉旗万岁》 – 曲：哈罗德·阿伦; 词：约翰尼·梅瑟 - 《A Change of Heart》 — 《1943年流行音乐排行榜》 – 曲：胡尔·斯泰恩; 词：哈罗德·亚当森 - 《Happiness is a Thing Called Joe》 — 《月宫宝盒 (1943年电影)》 – 曲：哈罗德·阿伦; 词：E·Y·哈伯格 - 《My Shining Hour》 — 《天空的极限》 – 曲：哈罗德·阿伦; 词：约翰尼·梅瑟 - 《Saludos Amigos》 — 《致候吾友》 – 曲：查尔斯·沃尔科特; 词：内德·华盛顿 - 《Say a Pray'r for the Boys Over There》 — 《她的坚持》 – 曲：吉米·麦克休; 词：赫伯·马吉迪森 - 《They're Either Too Young or Too Old》 — 《幸运之星》 – 曲：亚瑟·舒瓦茨; 词：弗兰克·洛瑟 - 《We Mustn't Say Goodbye》 — 《小卖部后门》 – 曲：詹姆斯·摩纳哥; 词：阿尔·杜宾 - 《You'd Be So Nice to Come Home To》 — 《倾情百老汇》 – 曲、词：科尔·波特 | 最佳錄音(Sound recording) - 《吾土吾民》 – 史蒂芬·邓恩 - 《撒哈拉》 – 约翰·利瓦德利 - 《居里夫人》 – 道格拉斯·希勒 - 《踏舞高蹈》 – 洛伦·莱德 - 《这就是华盛顿》 – J·L·菲德尔斯 - 《昔日的俄克拉荷马》 – 丹尼尔·布隆伯格 - 《反攻洛血战》 – 托马斯·T·弥尔顿 - 《刽子手之死》 – 杰克·惠特尼 - 《聖女之歌》 – E·H·汉森 - 《歌剧魅影》 – 伯纳德·布朗 - 《致候吾友》 – C·O·斯菲尔德 - 《从军乐》 – 内森·莱文森                                                                               |
| 最佳黑白片艺术指导 Art direction(Black-and-white) - 《聖女之歌》 – 艺术指导：詹姆斯·巴塞维 和 威廉·S·达令；布景：托马斯·利特尔 - 《为自由而战》 – 艺术指导：阿尔伯特·S·阿戈斯蒂诺 和 卡罗尔·克拉克；布景：德雷尔·希尔弗拉 和 哈维·米勒 - 《开罗谍报战》 – 艺术指导：汉斯·德雷尔 和 恩斯特·菲格特；布景：伯特伦·格兰杰 - 《反攻洛血战》 – 艺术指导：佩里·弗格森；布景：霍华德·布里斯托尔 - 《居里夫人》 – 艺术指导：塞德里克·吉本森 和 保罗·格洛斯；布景：埃德温·B·威利斯 和 休·亨特 - 《莫斯科使团》 – 艺术指导：卡尔·韦尔；布景：乔治·J·霍普金斯 | 最佳彩色片艺术指导 Art direction(Color) - 《歌剧魅影》 – 艺术指导：亚历山大·格力岑 和 约翰·B·古德曼；布景：罗素·A·古斯曼 和 伊拉·S·韦布 - 《大伙儿都在》 – 艺术指导：詹姆斯·巴塞维 和 约瑟夫·C·怀特；布景：托马斯·里特尔 - 《戰地鐘聲》 – 艺术指导：汉斯·德雷尔 和 哈尔丹·道格拉斯；布景：伯特伦·格兰杰 - 《千万喝彩》 – 艺术指导：塞德里克·吉本森 和 丹尼尔·卡斯卡特；布景：埃德温·B·威利斯 和 雅克·梅泽罗 - 《从军乐》 – 艺术指导：约翰·修斯 和 约翰·科尼希中尉；布景：乔治·J·霍普金斯 |
| 最佳黑白片摄影 Cinematography(Black-and-white) - 《聖女之歌》 – 亚瑟·查尔斯·米勒 - 《北非谍影》 – 阿瑟·埃德森 - 《大西洋之战》 – 托尼·高迪奥 - 《反攻洛血战》 – 黃宗霑 - 《空军》 – 黃宗霑、埃尔默·戴尔 和 查尔斯·A·马歇尔 - 《骄傲欢呼》 – 查尔斯·朗格 - 《撒哈拉》 – 鲁道夫·马泰 - 《居里夫人》 – 约瑟夫·卢特伯格 - 《开锣谍报战》 – 约翰·塞茨 - 《小镇的天空》 – 哈利·斯特拉德灵 | 最佳彩色片摄影 Cinematography(Color) - 《歌剧魅影》 – 哈尔·莫尔 和 W·霍华德·格林 - 《你好啊，旧金山！》 – 查尔斯·G·克拉克 和 艾伦·戴维(Allen Davey) - 《天堂可待》 – 爱德华·克罗贾格 - 《千万喝彩》 – 乔治·J·福尔西 - 《戰地鐘聲》 – 雷·雷纳翰 - 《灵犬莱西》 – 莱昂纳德·史密斯 |
| 最佳影片剪辑(Film editing) - 《空军》 – 乔治·艾米 - 《开罗谍报战》 – 杜恩·哈里森 - 《北非谍影》 – 欧文·马克斯 - 《聖女之歌》 – 芭芭拉·麦克莱恩 - 《戰地鐘聲》 – 謝爾曼·托德(Sherman Todd) 和 大约翰·F·林克 | 最佳特殊效果(Special effects) - 《紧急下潜》 – 弗雷德·塞森 和 大罗杰·海曼 - 《骄傲欢呼》 – 、戈顿·詹宁斯 和 乔治·达顿 - 《走廊》 – A·阿诺德·吉莱斯皮、唐纳德·杰劳斯 和 迈克尔·斯坦诺 - 《空军》 – 汉斯·F·科内坎普、雷克斯·维皮 和 内森·莱文森 - 《反攻洛血战》 – 克拉伦斯·斯利弗、雷·宾格 和 托马斯·T·弥尔顿 - 《投弹手》 – 弗农·L·沃克、詹姆斯·G·斯图瓦特 和 罗伊·格兰维尔 |

### 奥斯卡荣誉奖
- 乔治·帕尔（英语：George Pal） –為他在木偶動畫片的製作採用新穎的方法和技術

### 欧文·G·托尔伯格纪念奖
- 哈尔·沃里斯

### 获得多项提名和奖项
| 以下电影获得多项提名： - 12项提名：《圣女之歌》 - 9项提名：《战地钟声》 - 8项提名：《北非谍影》 - 7项提名：《居里夫人》 - 6项提名：《房东小姐》和《反攻洛血战》 - 5项提名：《小镇的天空》 - 4项提名： 《空军》、 《歌剧魅影》、《骄傲欢呼》和《守卫莱茵河》 - 3项提名： 《开罗谍报战》、《天堂可待》、《撒哈拉》、《致候吾友》、《从军乐》和《萬眾歡騰》 - 2项提名： 《刽子手之死》、《你好啊！旧金山》、《1943年流行音乐排行榜》、《大地雙雄》、《效忠祖国》、《天空的极限》、《倾情百老汇》、《銀壇鶯燕》和《星钉旗万岁》 | 以下电影获得多项大奖： - 4项大奖：《圣女之歌》 - 3项大奖：《北非谍影》 - 2项大奖：《歌剧魅影》 |